# Église latine de Prokuplje
Pour les articles homonymes, voir Église de l'Intercession-de-la-Mère-de-Dieu.
L'église latine de Prokuplje (en serbe cyrillique : Латинска црква у Прокупљу ; en serbe latin : Latinska crkva u Prokuplju) est une église orthodoxe serbe située à Prokuplje et dans le district de Toplica en Serbie. Elle est inscrite sur la liste des monuments culturels de grande importance de la république de Serbie (no SK 229).
L'église, dédiée à l'Intercession de la Mère de Dieu, est également connue sous le nom d'« église de Jug Bogdan ». Jug Bogdan, de son véritable nom Vratko Nemanjić, était le père de la princesse Milica, la femme du prince Lazare,.

## Localisation
Au pied de la forteresse de Hisar à Prokuplje, au sommet d'une crête étroite appelée Brana, se trouvent les ruines d'un ancien temple romain et d'une basilique de l'Antiquité tardive ainsi que l'« église latine », qui remonte au Moyen Âge. Toutes ces constructions forment avec la forteresse et l'église Saint-Procope un ensemble protégé sur la rive gauche de la rivière Toplica. À l'époque romaine, l'église se trouvait au cœur de la cité de Hammeum et, à l'époque byzantine, dans celui d'Acmeon puis dans le quartier slave de Toplica, le quartier serbe de Prokopia et enfin dans la kasaba (petite ville) turque d'Orkuba.

## Historique

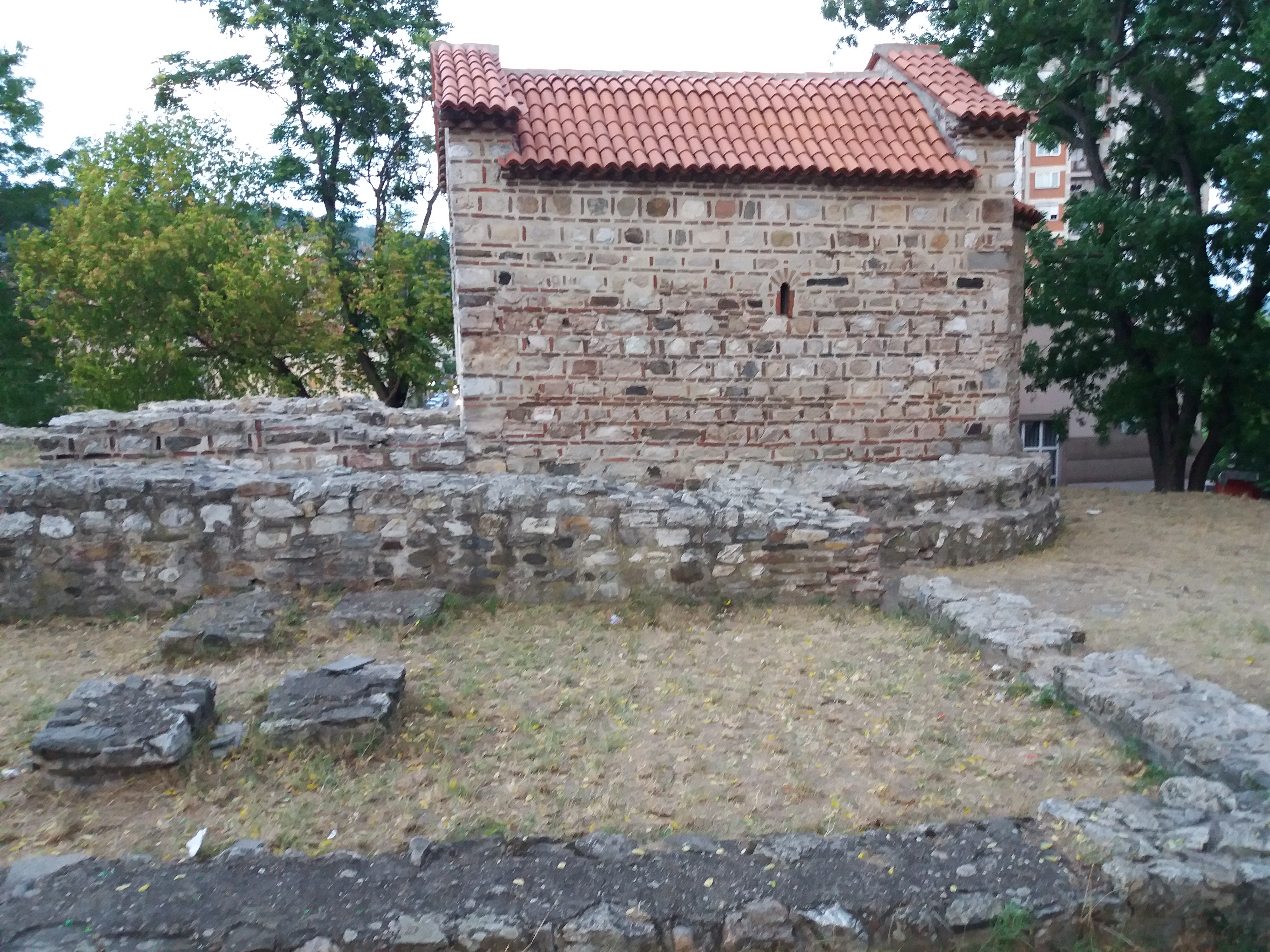
Autre vue de l'église, avec des ruines.

Lors de fouilles effectuées sur le site, les archéologues ont mis en valeur les ruines d'un temple romain du type templum in antis sans doute construit au Ier siècle ; des céramiques et des pièces de monnaie des empereurs Claude et Hadrien y ont été retrouvées. Depuis 1975, dans les fondations du temple, ont été mis au jour un torse en marbre d'Hercule ainsi que deux plaques votives, dont l'une porte l'inscription fragmentaire « HERC...VS », vraisemblablement pour « HERC[uli] [Aug]US[to] » (« Pour Hercule Auguste »), ce qui pourrait indiquer que l'édifice était dédié à ce héros. Des fragments de fresques sur les murs laissent penser que le temple était richement décoré.
Comme la Prokuplje antique se trouvait au croisement de plusieurs voies de communication, le christianisme s'est diffusé rapidement dans la région. Une basilique a été construite aux Ve-VIe siècles sur les fondations du temple d'Hercule. Les spécialistes supposent qu'elle était de dimension plus importante et ornée de mosaïques ; elle aurait été abandonnée par la suite,.
L'église actuelle a été construite au milieu du XIVe siècle en conservant l'orientation de la basilique antique. Selon la tradition populaire, elle aurait été fondée par le héros épique Jug Bogdan parfois identifié comme Vratko Nemanjić, un knèze serbe père de princesse Milica. On ignore si Jug Bogdan ou Vratko sont les véritables fondateurs de l'église, en tout cas, l'église lui doit son nom populaire d'« église de Jug Bogdan » dans la mesure où ce personnage était alors le maître de la forteresse de Hisar. En fonction de sa maçonnerie et du style des fresques conservées, les spécialistes considèrent que son fondateur était un noble de l'époque de l'empereur Dušan. Aux XVIIe et XVIIIe siècles, l'église a servi à la communauté marchande de Dubrovnik (alors Raguse) à Prokuplje, d'où son surnom d'« église latine ».

## Architecture et décoration intérieure
L'église, construite en brique et en pierre de taille, est constituée d'une nef unique prolongée par une abside demi-circulaire avec des niches spéciales réservées à la proscomidie et au diakonikon ; la nef est précédée d'un narthex carré. Le sol est recouvert de dalles de pierre et de mosaïques. De la basilique antique ne subsistent que les murs nord et ouest.

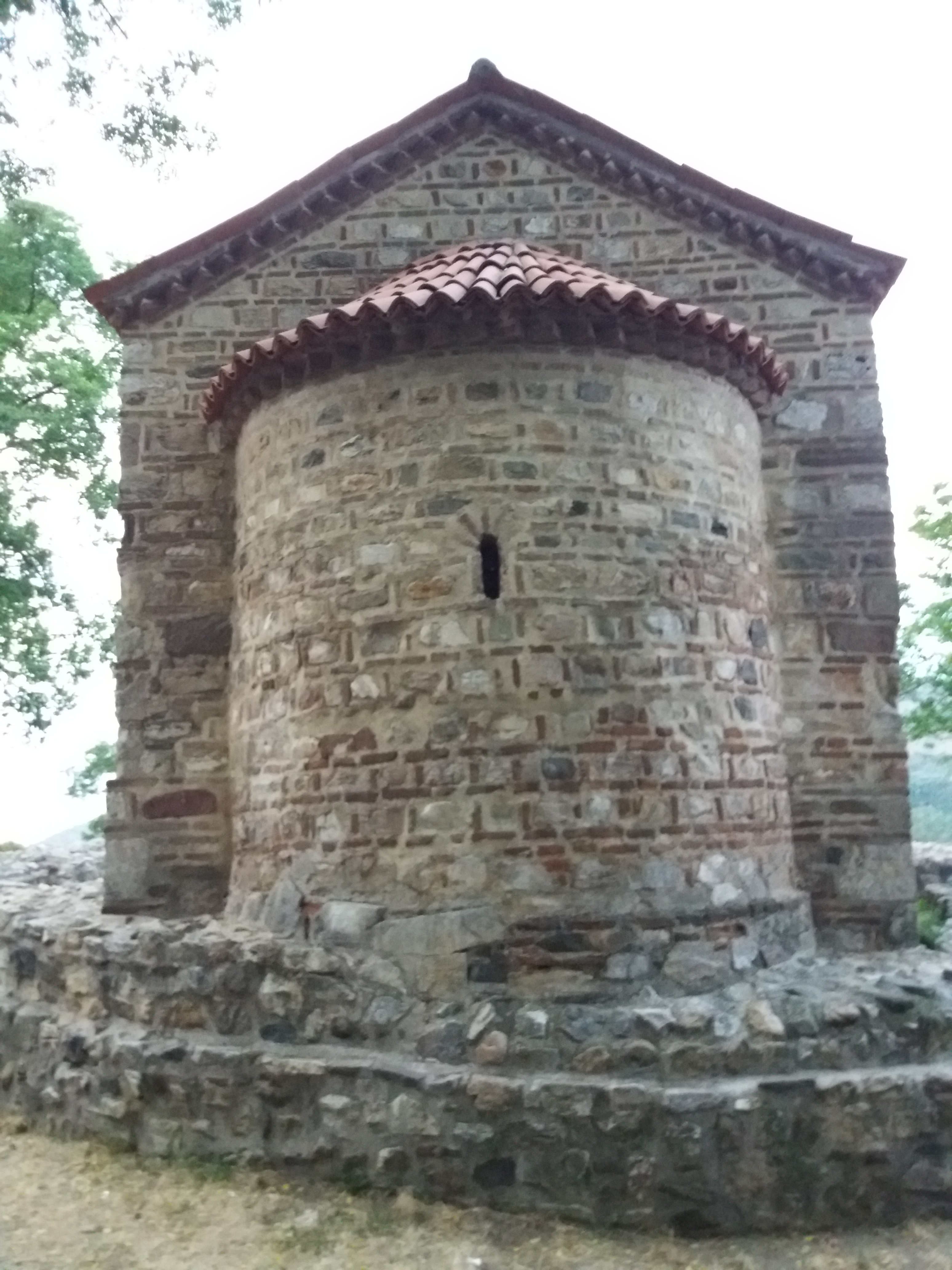
Le chevet de l'église.

Les fresques de l'église remontent au XIVe siècle ; elles se caractérisent par des couleurs vives contenues dans des linéaments précis. 